# Tárnokmester

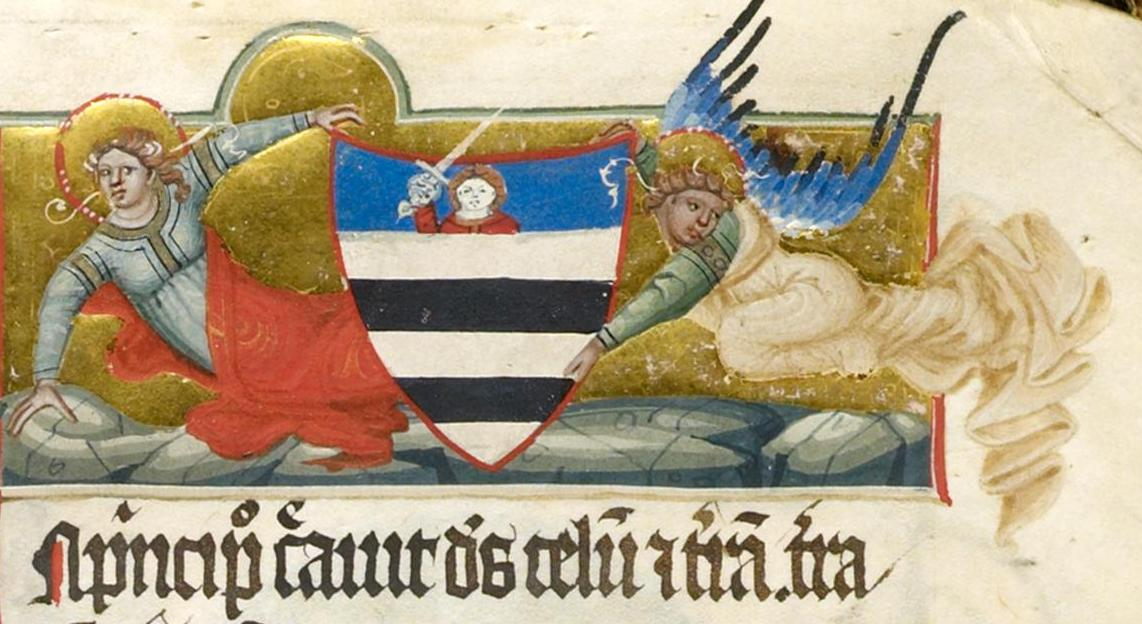
I. Károly tárnokmesterének Nekcsei Demeter tárnokmesternek a címere a Nekcsei-biblia miniatúráján

A tárnokmester (magister tavernicorum regalium, (németül: Tarnackmeister vagy Königlicher Oberschatzmeister))  vagy főtárnok (camerarius) a bárói méltóságok egyike, kezdetben a királyi udvarházak tárnokainak felügyelője, pénzügyeinek intézője, kincseinek őrzője. A középkor végére fokozatosan bírói tisztséggé is alakult, a 20. századra funkció nélküli címmé vált.
A tisztség maga a frank államszervezet mintájára született az államalapításkor, a környező országokban, Kelet-Közép-Európában camerarius volt a neve.

## Gazdasági szerepe
Sajnos István király oklevelei alig egy-két méltóságviselőt említenek, a tihanyi alapítólevélből tudunk csak valamit az udvari méltóságokról. A királyi jövedelmek kezelője a főtárnok (camerarius) volt, aki az udvari szervezet tárnokainak vezetője - Tárnok nevű helységeink államalapításkori foglalkozásokat űző személyek királyi udvarház körüli falvaira utalnak -, de ezentúl nyilván a révészek, vámosok, sószállítók és pénzverők is alája tartoztak. Ő kezelte a király "kamaráját", ezért később főkamarás néven is illették.
Legkorábban 1148-ban a királyi kamara elnökeként (presidens camere regie) emlitik, majd 1198-ban és többször később kamarások mestere (magister cubiculariorum) címet viseli. 1214-ben jelenik meg először, mint tárnokmester (magister tavarnicorum. Ez utóbbi a magyarországi latinság terméke volt, és külföldön nem értették, ezért az 1271-es békekötésben mint kamarás (camerarius) szerepel. Az elnevezés változékonysága mögött a kialakulás kezdeti nehézségei állhatnak, ahogy a kezdetben az udvarért felelős nádor már nem tudta ellátni minden feladatát és szükség lett új főméltóságokra akik egyes feladatokra specializálódtak.
1200 tájától a királyi birtokok jövedelmei veszíteni kezdtek jelentőségükből. Ekkortól a tárnokmester kezelte a többi kincstári bevételt (regálék, királyi városok adói stb.).
A 13. század eleje egyik tárnokmesterének, A(m)pod fia Dénesnek nagy szerepe volt a pénzjövedelmekre épülő új gazdaságpolitika kialakításában.
Károly Róbert reformjai a 14. század első felében nagyon megnövelték szerepét, 
ekkor már az államháztartás feje, a pénzügyi és gazdaságpolitika tényleges irányítója, az ezekhez kapcsolódó szervezetek legfőbb igazgatási és bírói hatósága. Alá tartoztak még a koronajavak és a megmaradt várgazdaságok is. Gazdasági tevékenységét az altárnokmester és az altárnoknagy segítette.
A 14. század második felében gazdasági feladatait fokozatosan, végül teljesen átvette helyettese, a kincstartó (thesaurarius).
A tisztség második aranykora az Árpád-ház kihalása utáni időszak. A feudális anarchia idején ugyanis egyszerre több nádora is volt az országnak, nehezen meghatározható területi hatáskörrel. A tartományurak többnyire akkor is nádornak hívatták, illetve tekintették magukat, amikor a (kérdéses legitimitású) király már mást nevezett ki helyükbe. Ezért a hivatal tekintélye lehanyatlott, és Károly Róbert udvarában átmenetileg a tárnokmester lett az ország legfőbb méltósága  (Kristó 1995). Ebben a tisztségben hajtotta végre Nekcsei Demeter azt a gazdasági reformot, amellyel megteremtette az Anjou-kor királyainak szilárd pénzügyi alapjait.

## Bírói szerepe
A szabad királyi városok egy csoportjában, az ún. tárnoki városokban a tárnokmester bíráskodott Budán már 1376 előtt is, de ekkor még a nádor és az országbíró is eljárhatott ügyeikben.
Nagy Lajos reformjai következtében 1376 és 1378 között külön, a városi ügyekben illetékes bíró intézkedett – országbírói tisztének megtartása mellett –, majd 1378 után kialakult a tárnoki szék, ahol a tárnokmester bírói tevékenységét a tárnoki ítélőmester és a tárnoki jegyzők segítették.
A tárnoki városok polgári pereiben a fellebbezést a polgári ülnökökkel működő tárnoki székhez kellett benyújtani.
A 15. században a tárnoki városok körét Buda, Pozsony, Nagyszombat, Sopron, Kassa, Eperjes és Bártfa alkotta. Még Mohács előtt csatlakozott hozzájuk Pest, majd számuk tovább nőtt különösen a 16-17. században. 1848-ban 28-an voltak. A török hódoltság idején a tárnoki szék Pozsonyban ülésezett.
A 16. század elejétől a tárnokmester a negyedik világi főméltóság volt. A nádor ill. az országbíró akadályoztatása esetén ő elnökölt a felsőtábla, később a Hétszemélyes Tábla ülésein is. 1867 után minden hatáskör nélküli zászlósúri címként létezett tovább.

## Tárnokmesterek

### Árpád-kor
| Név                                         | Tárnokmesterség ideje   | Uralkodója | Megjegyzés                                                 |
| ------------------------------------------- | ----------------------- | ---------- | ---------------------------------------------------------- |
| Miska fia Salamon                           | 1214                    | II. András |                                                            |
| Apod fia Dénes                              | 1215–1222 / (1224–1230) | II. András |                                                            |
| Tomaj nembeli Dénes                         | 1224–1230               | II. András | Tomaj nemzetség                                            |
| Miklós fia Miklós                           | 1231–1235               | II. András |                                                            |
| Csák nembeli Pósa                           | 1235                    | IV. Béla   | Csák nemzetség                                             |
| Rátót I. Domonkos (Rátót nembéli Domokos)   | 1238–1241               | IV. Béla   | Rátót nemzetség                                            |
| betöltetlen                                 | 1241–1242               | IV. Béla   |                                                            |
| Csák nembeli Máté (†1245-49)                | 1242–1246               | IV. Béla   | Csák nemzetség                                             |
| Türje nembeli Dénes                         | 1246–1248               | IV. Béla   | Türje nembeli                                              |
| Hahót nembeli Csák                          | 1248–1260               | IV. Béla   | Hahót nembeli                                              |
| Pok nembeli Móric                           | 1260–1270               | IV. Béla   | Pok nembeli                                                |
| Ákos nembeli Ernye                          | 1272                    | V. István  | Ákos nembeli                                               |
| Gutkeled nembeli Joachim (először)          | 1272–1273               | IV. László | Gutkeled nembeli                                           |
| Rátót nembeli István                        | 1273                    | IV. László | Rátót nembeli                                              |
| Gutkeled nembeli Joachim (másodszor)        | 1273–1274               | IV. László | Gutkeled nembeli                                           |
| Monoszló nembeli Egyed (először)            | 1274                    | IV. László | Monoszló nembeli                                           |
| Gutkeled nembeli Joachim (harmadszor)       | 1274                    | IV. László | Gutkeled nembeli                                           |
| Monoszló nembeli Egyed (másodszor)          | 1274–1275               | IV. László | Monoszló nembeli                                           |
| Gutkeled nembeli Joachim (negyedszer)       | 1275                    | IV. László | Gutkeled nembeli                                           |
| Csák nembeli Máté (†1283-84)                | 1275–1276               | IV. László | Csák nembeli II. Máté                                      |
| Kőszegi Iván (János)                        | 1276–1277               | IV. László | Héder nembeli, Kőszegi család                              |
| Ugrin                                       | 1277–1279               | IV. László | Csák nembeli, újlaki ág                                    |
| Aba Lőrinc (először)                        | 1279–1280               | IV. László | Aba nembeli                                                |
| Aba Péter                                   | 1281–1283               | IV. László | Aba nembeli                                                |
| Aba Lőrinc (másodszor)                      | 1284–1286               | IV. László | Aba nembeli                                                |
| Kőszegi Iván (másodszor)                    | 1290–1291               | IV. László | Héder nembeli, Kőszegi család                              |
| Porcz I István (Porc, illetve Porcs István) | 1291–1292               | IV. László | Rátót nembeli                                              |
| Rátót II. Domonkos (Rátót nembéli Domokos)  | 1293–1301 (1302)        | IV. László | Rátót nemzetség, Porcz I. István fia, a Pásztói család őse |

### Anjou-kor
| Név                         | Tárnokmesterség ideje                     | Uralkodója | Megjegyzés                              |
| --------------------------- | ----------------------------------------- | ---------- | --------------------------------------- |
| Kőszegi Henrik              | 1302–1305                                 |            | Kőszegi család                          |
| Kőszegi Miklós              | 1307                                      |            | Kőszegi család                          |
| Csák Ugrin                  | 1307–1309                                 | I. Károly  | Csák nemzetség újlaki ága               |
| Csák Máté                   | 1310–1311                                 | I. Károly  | Csák nemzetség trencséni ága, III. Máté |
| Kőszegi Miklós              | 1311–1314                                 | I. Károly  | Kőszegi család                          |
| Borsa Beke                  | 1314–1315                                 | I. Károly  | Borsa nemzetség                         |
| Nekcsei Demeter             | 1315–1338                                 | I. Károly  | Aba nemzetség                           |
| Szécsényi Tamás (először)   | 1339–1342 (1341-ig procurator, megbízott) | I. Károly  | Szécsényi család                        |
| Sirokai Miklós              | 1341                                      |            |                                         |
| Lackfi István (először)     | 1342                                      | I. Lajos   | Lackfi család                           |
| Szécsényi Tamás (másodszor) | 1342–1343                                 | I. Lajos   | Szécsényi család                        |
| Lackfi István (másodszor)   | 1343–1344                                 | I. Lajos   | Lackfi család                           |
| Tót Lőrinc                  | 1344–1346                                 | I. Lajos   | Kont Miklós apja                        |
| Paksi Olivér először        | 1347–1352                                 | I. Lajos   |                                         |
| Lackfi István (harmadszor)  | 1353                                      | I. Lajos   |                                         |
| Pomázi Cikó                 | 1353–1359                                 | I. Lajos   |                                         |
| Paksi Olivér (másodszor)    | 1359–1360                                 | I. Lajos   |                                         |
| Zsámboki János (először)    | 1360–1371                                 | I. Lajos   | ifjabb?                                 |
| Dunajeci János              | 1371–1372                                 | I. Lajos   |                                         |
| Zsámboki János (másodszor)  | 1373–1376                                 | I. Lajos   | ifjabb?                                 |
| Szepesi Jakab               | 1376                                      | I. Lajos   |                                         |
| Szentgyörgyi Tamás          | 1378–1382                                 | I. Lajos   |                                         |
| Zámbó Miklós (először)      | 1382–1384                                 | Mária      |                                         |
| Treutel János               | 1384–1385                                 | Mária      |                                         |
| Zámbó Miklós (másodszor)    | 1385–1388                                 |            |                                         |

### Vegyesházi királyok kora
| Név           | Tárnokmesterség ideje | Tárnokmestersége idején uralkodó | Megjegyzés     |
| ------------- | --------------------- | -------------------------------- | -------------- |
| Perényi János | 1438-58               | Albert, I. Ulászló, V. László    | Perényi család |

### Újkor
Tavernicorum regalium magistri, Königliche Ober–Schatzmeister
| Név                     | Tárnokmesterség ideje                   | Uralkodója                    | Megjegyzés                                |
| ----------------------- | --------------------------------------- | ----------------------------- | ----------------------------------------- |
| Thurzó Elek             | 1523–1527                               | II. Lajos                     | betlenfalvi; Thurzó család                |
| Báthori András          | 1527. november 10 – 1534                | I. Ferdinánd                  | Báthori-család ecsedi ága (†1534)         |
| homonnai Drugeth Ferenc | 1527 – 1533                             | I. János                      | homonnai; Drugeth család                  |
| Nádasdy Tamás           | 1536 – 1543                             | I. Ferdinánd                  | Nádasdy család                            |
| Kendi Ferenc            | 1539                                    | I. János                      |                                           |
| Báthori András          | 1544. január 1 – 1554 június 1.         | I. Ferdinánd                  | Báthori-család ecsedi ága (†1566)         |
| Perényi Gábor           | 1554. november 5 – 1557                 | I. Ferdinánd                  |                                           |
| Zrínyi Miklós           | 1557. november 23 – 1566. szeptember 7. | I. Ferdinánd, I. Miksa        | gróf (†1566); Zrínyi család               |
| Zrínyi György           | 1567 – 1603                             | I. Miksa, Rudolf              | gróf (†1603); Zrínyi család               |
| Erdődy Tamás            | 1603. augusztus 19 – 1608               | Rudolf, II. Mátyás            | monyorókeréki gróf (†1624); Erdődy család |
| Forgách Zsigmond        | 1608. december 1 – 1610                 | II. Mátyás                    | gimesi báró; Forgách család               |
| Draskovich János        | 1610. január 25 – 1613. május 11.       | II. Mátyás                    |                                           |
| üresedés                | 1613 – 1615                             | II. Mátyás                    |                                           |
| Erdődy Tamás            | 1615. április 27 – 1624. január 15.     | II. Mátyás, II. Ferdinánd     | monyorókeréki gróf (†1624); Erdődy család |
| üresedés                | 1624. január – 1625. október            | II. Ferdinánd                 |                                           |
| Bánffy Kristóf          | 1625. október 8 – 1643                  | II. Ferdinánd, III. Ferdinánd | alsólendvai gróf; Bánffy család           |
| Csáky István            | 1644. március 15 – 1662. november 5.    | III. Ferdinánd, I. Lipót      | körösszegi gróf; Csáky család             |
| Erdődy György           | 1662. november 22 – 1663                | I. Lipót                      | monyorókeréki gróf (†1663); Erdődy család |
| Forgách Ádám            | 1663. június 8 – 1679                   | I. Lipót                      | gimesi gróf; Forgách család               |
| Erdődy Imre             | 1679. augusztus 21 – 1690               | I. Lipót                      | gróf; Erdődy család                       |
| Zichy István            | 1690. június 12 – 1693                  | I. Lipót                      | vázsonykői gróf; Zichy család             |
| Erdődy György           | 1693. április 7 – 1704. január 15.      | I. Lipót                      | gróf                                      |
| üresedés                | 1704 – 1705                             | I. Lipót                      |                                           |
| Csáky Zsigmond          | 1706. november 17 – 1739                | I. József, III. Károly        | gróf; Csáky család                        |
| Nádasdy Lipót Flórián   | 1739. május 9 – 1746. augusztus 2.      | III. Károly, Mária Terézia    | Nádasdy család                            |
| Esterházy Ferenc        | 1746. augusztus 3 – 1754. augusztus     | Mária Terézia                 | galántai gróf (†1754); Esterházy család   |
| Illésházy József        | 1755. november 24 – 1759. augusztus 21. | Mária Terézia                 | gróf; Illésházy család                    |
| Batthyány Ádám          | 1759. augusztus 21 – 1782.              | Mária Terézia, II. József     | Batthyány család                          |
| Csáky János             | 1782. október 18 – 1783. augusztus 14.  | II. József                    | körösszegi gróf; Csáky család             |
| Niczky Kristóf          | 1783. augusztus 14 – 1786. december 21. | II. József                    | gróf; Niczky család                       |
| Jankovich Antal         | 1786. december 21 – 1789                | II. József                    | daruvári gróf (†1789); Jankovics család   |
| Végh Péter              | 1789. április 27 – 1795. július 21.     | II. József, II. Lipót, Ferenc |                                           |
| Majláth József          | 1795. július 23 – 1797                  | Ferenc                        | székhelyi; Majláth család                 |
| Szentiványi Ferenc      | 1797. október 21 – 1802. április 16.    | Ferenc                        | szentiványi; Szentiványi család           |
| Brunswick József        | 1802. április 16 – 1825. március 18.    | Ferenc                        | korompai gróf; Brunszvik család           |
| Cziráky Antal Mózes     | 1825. április 3 – 1827                  | Ferenc                        | ciráki gróf; Cziráky család               |
| Pálffy Fidél            | 1828. március 18 – 1836                 | Ferenc, V. Ferdinánd          | erdődi gróf; Pálffy család                |
| Eötvös Ignác            | 1836. augusztus 9 – 1841                | V. Ferdinánd                  | vásárosnaményi gróf; Eötvös család        |
| Keglevich Gábor         | 1842. január 12 – 1848                  | V. Ferdinánd                  | buzini gróf; Keglevich család             |

## Királynéi tárnokmesterek

### Anjou-kor (királynéi)
| Név                   | Tárnokmesterség ideje | Uralkodó | Megjegyzés                                             |
| --------------------- | --------------------- | -------- | ------------------------------------------------------ |
| Rátót nembeli László  | 1302                  |          | Rátót nemzetség                                        |
| Rátót nembeli Domokos | 1313–1314 (1302)      |          | Rátót nemzetség, Porc István fia, a Pásztói család őse |
| Szécsényi Tamás       | 1320–1321             |          | Szécsényi család                                       |
| Drugeth Fülöp         | 1321–1323             |          | Drugeth család                                         |
| Ákos nembeli Mikcs    | 1323–1326             |          | Ákos nemzetség                                         |
| Babonić János         | 1326–1333             |          | Babonić család, Vodicsai Babonjeg fia                  |
| Rátót nembeli Olivér  |                       |          | Rátót nemzetség                                        |
| Lackfi András         | 1355-56               | I. Lajos | Lackfi család                                          |
| Bebek István          | 1359–1360             | I. Lajos | Bebek család                                           |
| Bebek György          | 1362-89               | I. Lajos | Bebek család                                           |
| Bebek Imre            | 1393–1395             | Zsigmond | Bebek család                                           |